# Neferuptah-Pyramide
Die Neferuptah-Pyramide ist das Grabmal der altägyptischen Prinzessin Neferuptah, einer Tochter von Amenemhet III., dem sechsten Herrscher der 12. Dynastie. Da der Oberbau praktisch völlig zerstört ist und wegen der ungewöhnlichen Bauweise der Grabkammer ist es allerdings umstritten, ob es sich bei dem Bauwerk tatsächlich um eine Pyramide handelt. Das Grab befindet sich in Hawara, etwa zwei Kilometer südlich der Pyramide ihres Vaters. Es wurde 1936 von Labib Habachi entdeckt und 1955 von Nagib Farag ausgegraben. 

## Die Pyramide
Vom eigentlichen Oberbau des Grabes konnte Habachi nur noch einige Lehmstrukturen ausmachen, in deren Mitte er eine Grabkammer vorfand. Die Seitenlänge des Bauwerks betrug etwa 45 m, die ursprüngliche Höhe wird auf knapp 30 m geschätzt. Sollte es sich tatsächlich um eine Pyramide handeln, wäre sie im Vergleich zu anderen Königinnenpyramiden ungewöhnlich groß gewesen.

## Die Grabkammer
Im Zentrum der Lehmstrukturen liegt die Grabkammer, die zum Zeitpunkt ihrer Entdeckung noch mit sieben großen Kalkstein-Blöcken abgedeckt war. Ihre Wände bestehen ebenfalls aus Kalkstein. Ein weiterer Block teilt die Kammer in zwei ungleich große Abschnitte. Im größeren, südlichen Teil wurde ein monumentaler Sarkophag gefunden, im kleineren Nordteil etliche Grabbeigaben.
Neben der Grabkammer konnten keine weiteren Räume ausfindig gemacht werden, auch auf einen Zugangskorridor deutet nichts hin. Für eine Pyramide ist eine solche Bauweise äußerst ungewöhnlich, weshalb auch die Möglichkeit in Betracht gezogen wird, dass es sich beim Graboberbau eigentlich um eine Mastaba handelte.

## Fundstücke

### Die Särge
Der monumentale Steinsarkophag der Neferuptah besteht aus rotem Granit und befindet sich heute im Ägyptischen Museum in Kairo. Er ist 3,06 m lang und 1,54 m breit. Die Sargwanne ist 1,52 m hoch, der Deckel misst nochmals 79 cm. Das untere Drittel der Sargwanne ist mit einem umlaufenden Relief verziert, das eine Palastfassade darstellt. Auf der linken Außenseite ist eine Opferformel eingraviert.
In den Sarkophag war im Laufe der Jahrtausende Grundwasser eingedrungen und sein Inhalt zu einer unkenntlichen Masse auf dem Boden zusammengesintert. Da jedoch einige Fragmente aus unvergänglichem Material erhalten blieben, konnte der Inhalt des Sarkophages rekonstruiert werden. In ihm befand sich ein kastenförmiger Sarg aus Holz, von dem sich aber nur einige Teile der Verzierung erhalten haben. Dabei handelt es sich zum einen um Fragmente aus Goldblech, mit denen ursprünglich Inschriftenbänder verziert waren und zum anderen um Bruchstücke aus Glas und Silber, die zu zwei Udjat-Augen gehörten, wie sie sich typischerweise an der linken Außenseite von zeitgenössischen Särgen befinden.
Der innerste Sarg war anthropoid (menschengestaltig), hat sich aber selbst nicht erhalten, da er ebenfalls aus Holz gefertigt war. Wie schon beim mittleren Sarg kann auch seine Existenz nur durch winzigste Fragmente rekonstruiert werden: Dies sind kleine Stücke aus Silber, die Sargdeckel und -wanne zusammenhielten, eine sogenannte Seweret-Perle, wie sie am Hals vergleichbarer anthropoider Särge gefunden wurde und weitere Perlen, die sich zu einem Halskragen rekonstruieren ließen, der einst auf der Brust des Sarges angebracht war.

### Weitere Funde

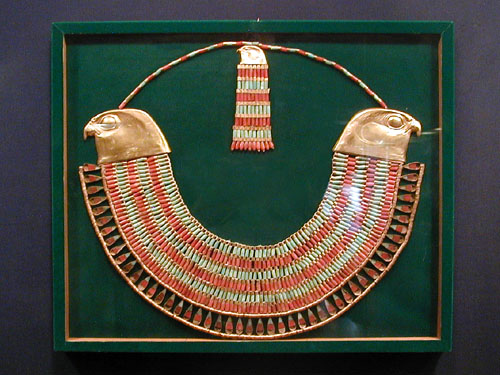
Halskragen der Neferuptah

Auf dem inneren Sarg lagen ursprünglich mehrere Waffen und Stäbe aus verziertem Holz. Zahlreiche Perlen gehörten einst zu einer Geißel, von einer Keule hat sich der Keulenkopf aus Alabaster erhalten, zwei Augen aus Bergkristall zierten wahrscheinlich ein Was-Zepter, Symbol des Glücks und des Wohlergehens.
So wie das Holz hatte sich auch die Mumie der Neferuptah vollständig aufgelöst, ihr Schmuck blieb allerdings gut erhalten. Eines der hervorragendsten Stücke ist ein Halskragen, dessen aus Gold gefertigte Endstücke zwei Falkenköpfe darstellen. Die Perlen des Halskragens bestehen aus Gold, grünem Feldspat und Karneol. Weiterhin trug Neferuptah Perlenketten um den Hals, um die Arme und um die Beine, dazu einen Gürtel aus Fayence-Perlen.
Außerhalb des Sarkophages wurden zwei Silbervasen gefunden. Eine weitere lag im Nordteil der Grabkammer, wo außerdem ein Opfertisch aus Alabaster gefunden wurde, der fast identisch ist mit einem in der Hawara-Pyramide Amenemhets III. entdeckten Opfertisch, welcher ursprünglich ebenfalls für Neferuptah bestimmt war. Neben dem Opfertisch wurden drei Bierkrüge und mehrere Schalen aus Keramik aufgefunden.